# Beringhausen (Marsberg)
Beringhausen ist ein Ortsteil der Stadt Marsberg im Hochsauerlandkreis in Nordrhein-Westfalen mit knapp 900 Einwohnern, in einer Höhe von 305 m ü. NN.

## Geographie

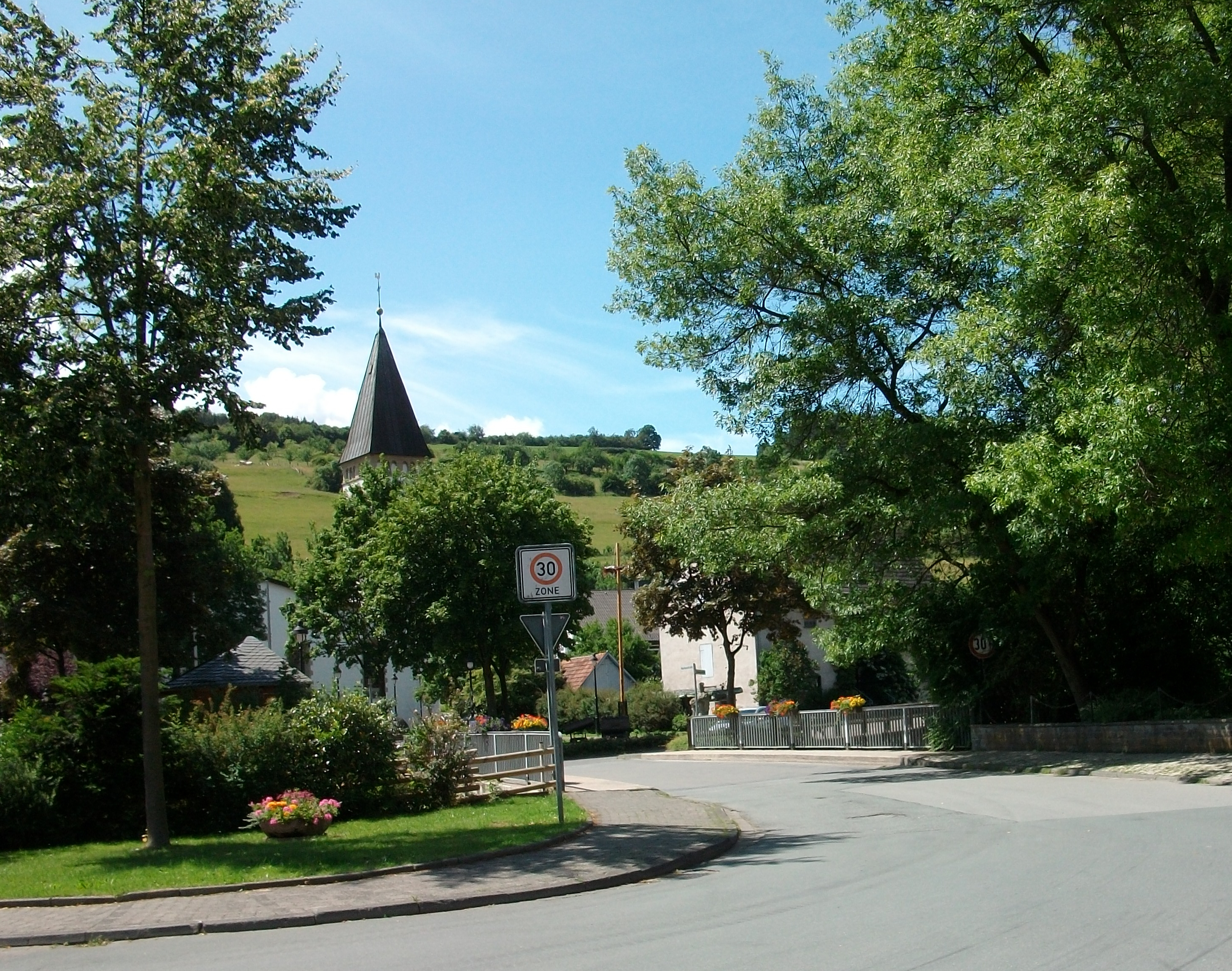
Beringhausen

Beringhausen liegt im Engtal auf beiden Ufern der Hoppecke und am Fuß von etlichen markanten Berggipfeln (Enkenberg 495 m, Altenberg 545 m). Es gehört zum Naturpark Diemelsee.
Im Osten geht Beringhausen nahtlos in den Nachbarort Bredelar über.
Die nächstgrößeren Dörfer und Städte sind:
| Ort               | Entfernung | Entfernung | Richtung  | Größenordnung in 1000 Einwohner | Größenordnung in 1000 Einwohner |
| Ort               | Luft       | Straße     | Richtung  | Größenordnung in 1000 Einwohner | Größenordnung in 1000 Einwohner |
| ----------------- | ---------- | ---------- | --------- | ------------------------------- | ------------------------------- |
| Adorf (Diemelsee) | 6 km       | 8 km       | Südosten  | 1–2                             |                                 |
| Niedermarsberg    | 9 km       | 11 km      | Nordosten | 5–10                            |                                 |
| Bad Wünnenberg    | 13 km      | 16 km      | Norden    | 10–15                           | [ Anm 1 ]                       |
| Brilon            | 13 km      | 16 km      | Westen    | 25                              | [ Anm 1 ]                       |
| Korbach           | 17 km      | 20 km      | Südosten  | 20–25                           | [ Anm 1 ]                       |
| Bad Arolsen       | 18 km      | 23 km      | Osten     | 15–20                           | [ Anm 1 ]                       |
| Paderborn         | 35 km      | 44 km      | Norden    | 150–200                         | [ Anm 1 ]                       |

1. 1 2 3 4 5  inklusive Eingemeindungen

## Geschichte

### Bis zum Beginn des 20. Jahrhunderts
Die älteste, gesicherte urkundliche Erwähnung des Ortes datiert aus dem Jahre 1101, als Graf Erpo von Padberg zur Dotierung des Klosters Boke Besitz in „Berdinchusen“ gibt.

#### Kirchenwesen und Jüdischer Friedhof
Vom 16. Oktober 1230 stammt die älteste schriftliche Erwähnung einer Pfarrkirche und eines Pfarrers in Beringhausen. Die alte Pfarrkirche konnte bis 1922 erhalten bleiben. Die beiden Glocken von 1483 wurden dann, ebenso wie die aus dem 17. Jahrhundert stammende,  gusseiserne Grabplatte des Pfarrers Orthmann, vermutlich eingeschmolzen.
Ein Bildstock aus der Zeit um 1700 fiel in neuerer Zeit einer Straßenerweiterung zum Opfer – nach heutigem archäologischem Standard ein absolutes Sakrileg.
1883/1884 wurde mit dem Bau der neuen Pfarrkirche begonnen, die zwei Jahre später fertiggestellt und am 16. Dezember 1886 feierlich eingeweiht wurde.
Am Hagen liegt der Jüdische Friedhof. Er wurde von 1861 bis 1932 belegt. Es sind 38 Grabsteine erhalten. Seit dem 17. September 1993 steht er  unter Denkmalschutz.

#### Dreißigjähriger Krieg
Während des Dreißigjährigen Krieges gehörten die Dörfer der Herrschaft Padberg, darunter Beringhausen, zu den am stärksten betroffenen Kriegsgebieten Westfalens. Als Ursache dafür ist die Grenznähe zum reformierten Waldeck und Hessen-Kassel zu vermuten. Insgesamt 40 Durchzüge und Einquartierungen sind von Tönies von Padberg notiert.
1636 wird Obermarsberg zur dauernden kaiserlichen Garnisonstadt. Dadurch verschärft sich die Kriegssituation in der Region. Im gleichen Jahr brennen die Hessen die Orte Padberg, Beringhausen und Helminghausen ab. Was noch steht, wird von Kroaten (Crabaten) der Marsberger Garnison verwüstet und geplündert. Graf Tönies von Padberg notiert dazu, dass in den Orten seiner Herrschaft der „elendste Zustand“ seit Kriegsausbruch herrscht.
Noch 1638 liegen in Beringhausen 28 von 39 Hausstätten wüst. Zu allem Kriegselend führt ein früher Wintereinbruch 1640 zu einer Wetterkatastrophe, der viele Bewohner zum Opfer fallen.

#### Bodenschatz-Abbau
1696 wird am Grottenberg ein Goldvorkommen entdeckt. Die Ausbeute ist jedoch so gering, dass der „Beringhauser Goldrausch“ schon 1717 wieder beendet ist.
Bis ins 20. Jahrhundert hinein wird jedoch Eisenerz in mehreren Gruben abgebaut und verhüttet, was bereits im Jahre 1531 urkundlich erwähnt wird (Padberger Eisenhütte).

### 19. Jahrhundert

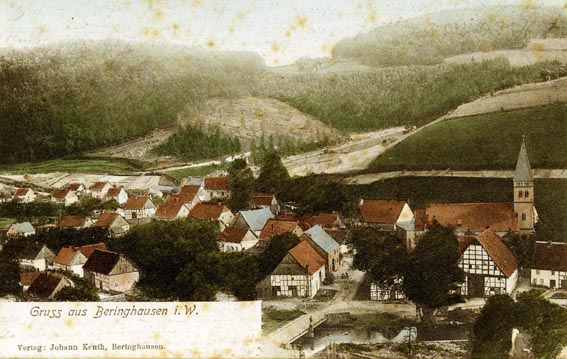
Beringhausen um 1900

#### Politische Entwicklung
1802 endet die jahrhundertelange kurkölnische Herrschaft. Landgraf Ludwig von Hessen Darmstadt eignet sich das kurkölnische Herzogtum Westfalen schon vor einer endgültigen Regelung an.
Die Herrschaft der Landgrafschaft Hessen ist jedoch nur kurz. Schon im Jahre 1816 wird das Sauerland preußisch.
Zu dieser Zeit leben in Beringhausen 405 Einwohner.
Das Amt der Schultheißen wurde 1824 abgeschafft. Das Dorf gehörte fortan zur Bürgermeisterei Marsberg.
1843 erhielt Beringhausen dann einen eigenen Gemeinderat mit einem Ortsvorsteher an der Spitze. Die bisherige Bürgermeisterei Marsberg wurde zum Amt Marsberg.
1975 endet die kommunale Selbstständigkeit, und Beringhausen wird Ortsteil der Stadt Marsberg.

#### Naturkatastrophen
1842 wird Beringhausen von der größten Brandkatastrophe seiner Geschichte heimgesucht. Es brennen 22 Wohnhäuser und 19 Nebengebäude ab. Damit wird gut das halbe Dorf durch Feuersbrunst vernichtet.
Eine Hungersnot kennzeichnet die Jahre 1844–1847, ausgelöst durch drei aufeinander folgende Missernten sowie den Totalausfall der Kartoffelernte 1846.
Im November 1890 werden große Teile des Dorfes durch ein Hochwasser der Hoppecke überschwemmt. Einsetzender Frost vernichtet in den noch feuchten Kellern die Kartoffelvorräte.
1893 folgt ein weiteres Notjahr. Durch eine extrem lange Trockenzeit kommt es zu einer Missernte. Die Getreidekörner sind so klein, dass sich ein Dreschen nicht lohnt.

#### Eisenbahn und Elektrizität
1870 erfolgt der Grunderwerb für den Bau der Oberen Ruhrtalbahn durch den Betreiber. Am 16. Juni 1872 trifft die erste Lokomotive, von Warburg kommend, in Beringhausen ein. Sie wird mit Böllerschüssen begrüßt.
Im Januar 1873 wird der Streckenabschnitt zwischen Nuttlar und Warburg offiziell eröffnet.
1907 wird Beringhausen zum Eisenbahnhaltepunkt, 1910 wird der Bahnhof Beringhausen fertiggestellt.
Am 6. Dezember 1918 wird Beringhausen an das Elektrizitätsnetz angeschlossen.

### Zweiter Weltkrieg
Ab Anfang 1945 tauchten immer häufiger alliierte Flugzeuge über Beringhausen auf. Ab Februar erschienen auch immer wieder Tiefflieger. Es scheint aber nur zum Abwurf von zwei Bomben auf die Eisenbahnbrücke Unterm Steinbrink gekommen zu sein. Die Bomben verfehlten jedoch die Brücke. Bei diesem Angriff wurde das Dach eines Hauses beschädigt.
Nun erst wurde mit dem Bau von Luftschutzstollen in den Talhängen begonnen.
Am 29. März erreichten US-Truppen aus Richtung Giershagen Bredelar. Beringhausen war von fliehenden Fahrzeugen der Wehrmacht verstopft, so dass ein Teil der Fahrzeuge aufgegeben wurde. Im Bereich um Beringhausen lagen auf den Gleisen der Oberen Ruhrtalbahn in beiden Richtungen mehrere Züge, da die Strecke bei Bredelar und Brilon-Wald unterbrochen war.
Am 31. März besetzte die US-Army kampflos Beringhausen. Kurzzeitig wurden sieben Häuser beschlagnahmt. Aus ungeklärten Ursachen brannten in der ersten Besatzungswoche zwei Häuser im Dorf ab. In der folgenden Zeit kam es zu Plünderungen und Überfällen von ehemaligen Gefangenen. An Plünderungen von liegen gebliebenen Fahrzeugen und Zügen sowie von Depots im Hoppecketal beteiligten sich auch die Bewohner aus Beringhausen.
Im April setzt der Durchzug von ehemaligen Evakuierten und Flüchtlingen ein: Bis zu 150 Menschen zogen jeden Tag zu Fuß, teils mit Handwagen, Fahrrädern oder Fuhrwerken durchs Dorf, da die Eisenbahnstrecke seit dem 30. März 1945 unterbrochen war.
Im Oktober 1945 wurden in Beringhausen 1112 Einheimische und 350 Evakuierte gezählt.
Im Zweiten Weltkrieg fielen 46 Beringhauser als Soldaten, davon die meisten an der Ostfront, bzw. starben dort in Gefangenschaft und im Lazarett.

### Eingemeindung
Am 1. Januar 1975 wurde Beringhausen in die neue Stadt Marsberg eingegliedert.

## Politik
Der Ortsbürgermeister ist Martin Hünemeyer.
|                                             | Wappen |
| Wappen der ehemaligen Gemeinde Beringhausen | Blasonierung: „In Blau ein ruhender, geflügelter, goldener Löwe mit rückwärts gewandtem Kopf, in der Linken einen goldenen Abtsstab haltend.“ |
| Wappen der ehemaligen Gemeinde Beringhausen | Wappenbegründung: Der Löwe ist das Symbol des Heiligen Evangelisten Markus, welchem die örtliche Pfarrkirche geweiht ist. Der Abtsstab verweist auf den früher in Beringhausen gelegenen Oberhof des vormaligen Klosters Bredelar. Blau und Gold sind die Farben der Familie von Padberg, die über Jahrhunderte die Herrschaft im Ort ausübten. Die amtliche Genehmigung erfolgte am 20. Februar 1961. |

## Bauwerke
In der Liste der Baudenkmäler in Marsberg sind für Beringhausen neun Baudenkmale aufgeführt.

## Verkehr

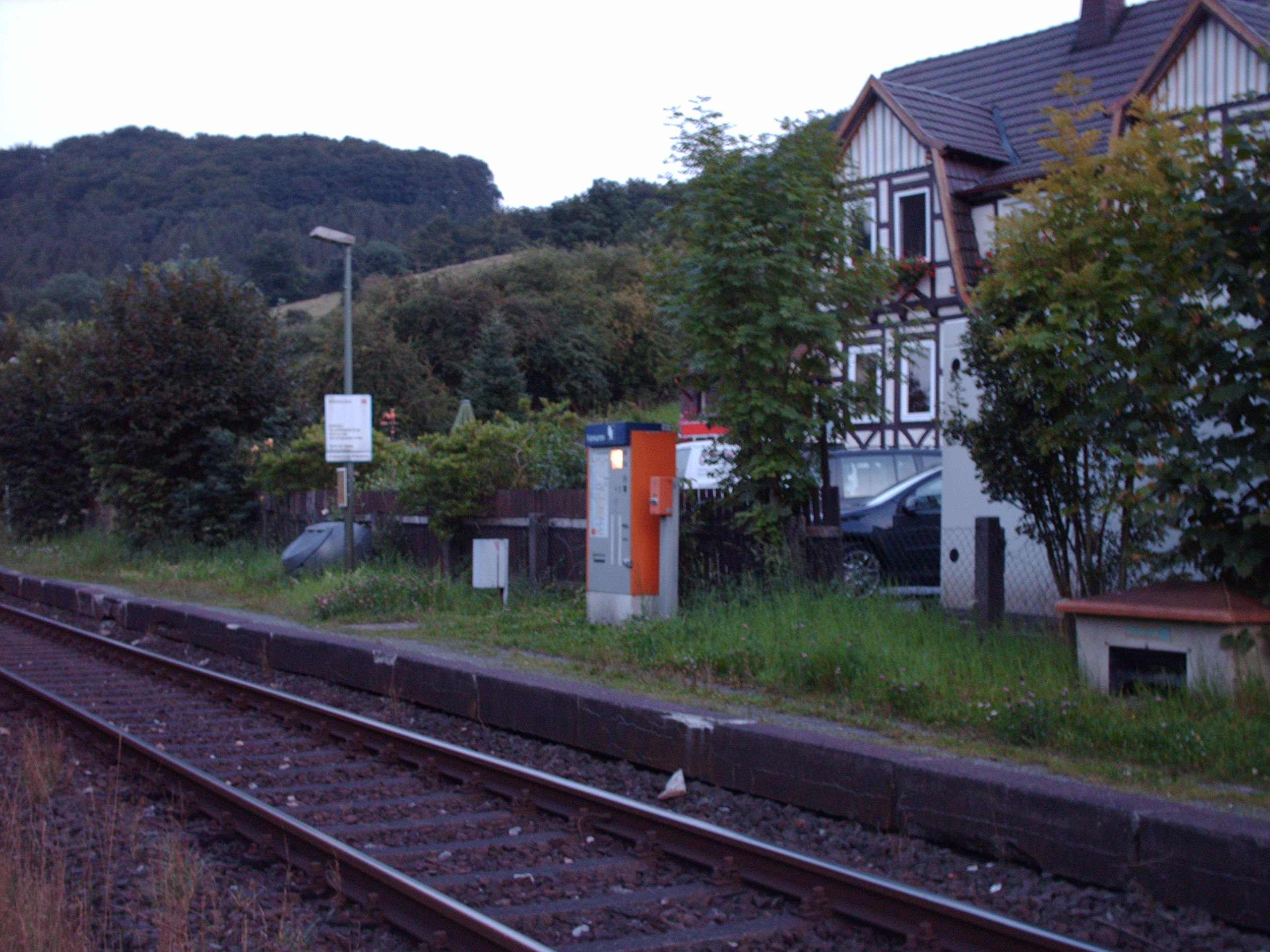
Bahnhof Beringhausen

Beringhausen liegt zwar an der Oberen Ruhrtalbahn, doch wird der Haltepunkt Beringhausen nur noch von einzelnen Zügen der Linie RE 17 bedient.
| Linie | Verlauf | Takt                                                                             |
| ----- | --- | -------------------------------------------------------------------------------- |
| RE 17 | Sauerland-Express: Hagen Hbf – Schwerte (Ruhr) – Fröndenberg – Wickede (Ruhr) – Neheim-Hüsten – Arnsberg – Oeventrop – Freienohl – Meschede – Bestwig – Olsberg – Brilon Wald Linienast 1: – Brilon Stadt Linienast 2: – Hoppecke – Messinghausen – Beringhausen – Bredelar – Marsberg – Westheim (Westf) – Scherfede – Warburg (Westf) Linienast 3: – Willingen Stand: Fahrplanwechsel Dezember 2024 | 60 min Hagen – Brilon Stadt morgens Hagen – Warburg Clubsaison Hagen – Willingen |

## Kultur
Das Dorfleben ist sehr rege, und im Laufe eines Jahres sorgen verschiedene Veranstaltungen für Abwechslung. Es beginnt im Frühjahr mit dem Karneval. Büttensitzung, „Knospensonntagszug“ und Wurstessen am Rosenmontag gehören zum festen Bestandteil der „Tollen Tage“.
Im Juni – meistens an Fronleichnam – findet das Fußballpokalturnier der SG Hoppecketal statt.
Am letzten Sonntag im Juli feiert die Schützenbruderschaft St. Markus das traditionelle Schützenfest.
Außerdem feiert die Pfarrgemeinde alle zwei Jahre im September das traditionelle Pfarrfest auf dem Kirchplatz neben der St. Markus Pfarrkirche.
In der Adventszeit finden der Weihnachtsmarkt und das Weihnachtskonzert des örtlichen Musikvereins, verstärkt durch den Männergesangverein Giershagen, statt.